# Polydora variegata
Polydora variegata är en ringmaskart som beskrevs av Imajima och Sato 1984. Polydora variegata ingår i släktet Polydora och familjen Spionidae. Inga underarter finns listade i Catalogue of Life.